# Desinić
Desinić je selo i istoimena općina u Hrvatskom zagorju, u Krapinsko-zagorskoj županiji. Upravno središte Općine je naselje Desinić.

## Zemljopis
Općina Desinić smještena je u Hrvatskom zagorju. Proteže se na 45 km2.  Nalazi se u blizini hrvatsko-slovenske granice (granični prijelaz Miljana).  
Općinu Desinić čine naselja: Desinić, Desinić Gora, Donji Jalšovec, Donji Zbilj, Dubravica Desinićka, Gaber, Gora Košnička, Gornji Jalšovec, Gornji Zbilj, Gostenje, Grohot, Hum Košnički, Ivanić Desinićki, Ivanić Košnički, Jazbina, Jelenjak, Klanječno, Košnica, Nebojse, Osredek Desinićki, Ravnice Desinićke, Stara Ves Košnička, Šimunci, Škalić Zagorski, Trnovec Desinićki, Turnišće Desinićko, Turnovo, Velika Horvatska. 

## Stanovništvo
Po popisu stanovništva iz 2001. godine, općina Desinić imala je 3478 stanovnika, raspoređenih u 28 naselja:
| - Desinić – 347 - Desinić Gora – 153 - Donji Jalšovec – 84 - Donji Zbilj – 167 - Dubravica Desinićka – 38 - Gaber – 144 - Gora Košnička – 116 - Gornji Jalšovec – 84 - Gornji Zbilj – 56 | - Gostenje – 96 - Grohot – 32 - Hum Košnički – 105 - Ivanić Desinićki – 594 - Ivanić Košnički – 33 - Jazbina – 53 - Jelenjak – 113 - Klanječno – 61 - Košnica – 105 | - Nebojse – 88 - Osredek Desinićki – 51 - Ravnice Desinićke – 202 - Stara Ves Košnička – 22 - Šimunci – 110 - Škalić Zagorski – 37 - Trnovec Desinićki – 115 - Turnišće Desinićko – 136 - Turnovo – 29 - Velika Horvatska – 307 |

### Nacionalni sastav, 2001.
- Hrvati – 3412 (98,10)
- Slovenci – 21 (0,60)
- Srbi – 11 (0,32)
- Makedonci – 3
- Bošnjaci – 2
- Česi – 1
- Rumunji – 1
- Rusi – 1
- neopredijeljeni – 10 (0,29)
- nepoznato – 16 (0,46)

| broj stanovnika | 4644  | 5466  | 5990  | 6324  | 6695  | 7656  | 7057  | 7442  | 7282  | 6835  | 5778  | 5145  | 4469  | 3808  | 3478  | 2933  | 2530  |
|                 | 1857. | 1869. | 1880. | 1890. | 1900. | 1910. | 1921. | 1931. | 1948. | 1953. | 1961. | 1971. | 1981. | 1991. | 2001. | 2011. | 2021. |

| broj stanovnika | 199   | 234   | 249   | 281   | 351   | 393   | 283   | 365   | 343   | 332   | 318   | 348   | 315   | 366   | 347   | 367   | 330   |
|                 | 1857. | 1869. | 1880. | 1890. | 1900. | 1910. | 1921. | 1931. | 1948. | 1953. | 1961. | 1971. | 1981. | 1991. | 2001. | 2011. | 2021. |

## Povijest
Desinić se nekad zvao Desinje. Desinić se spominje prvi put negdje oko 1334. u statutima zagrebačkog Kaptola, pod imenom "Ecclesia sancti Gheorgii de Zothla"  kao sjedište rimokatoličke župe sv. Jurja. U XV. stoljeću vlastelinstvo nad naseljem, poglavito dvorcem Velikim Taborom, pripadalo je grofovima Celjskim, do njihove pogibelji. Kasnije postaju vlasnici grofovija Ratkay.

## Poznate osobe
- Đuro Prejac
- s. Gaudencija Šplajt, katolička redovnica, žrtva komunističkog režima

## Spomenici i znamenitosti
Dvorci Veliki Tabor i Velika Horvatska. Također, kao i u cijelom Zagorju prisutni su sakralni objekti (crkva Svetog Jurja, kapelice i raspela).

## Obrazovanje
U Općini postoji osnovna škola Đure Prejca.

## Vanjske poveznice
- Općina Desinić – službene stranice